# Bastia
Bastia (vom italienischen Bastiglia für „Zitadelle“) ist eine französische Gemeinde und Hafenstadt im Nordosten Korsikas mit 47.459 Einwohnern (Stand 1. Januar 2022). Die Stadt ist Hauptstadt des Départements Haute-Corse und sowohl der wichtigste Hafen als auch eines der beiden wirtschaftlichen Zentren der Insel.

## Geografie

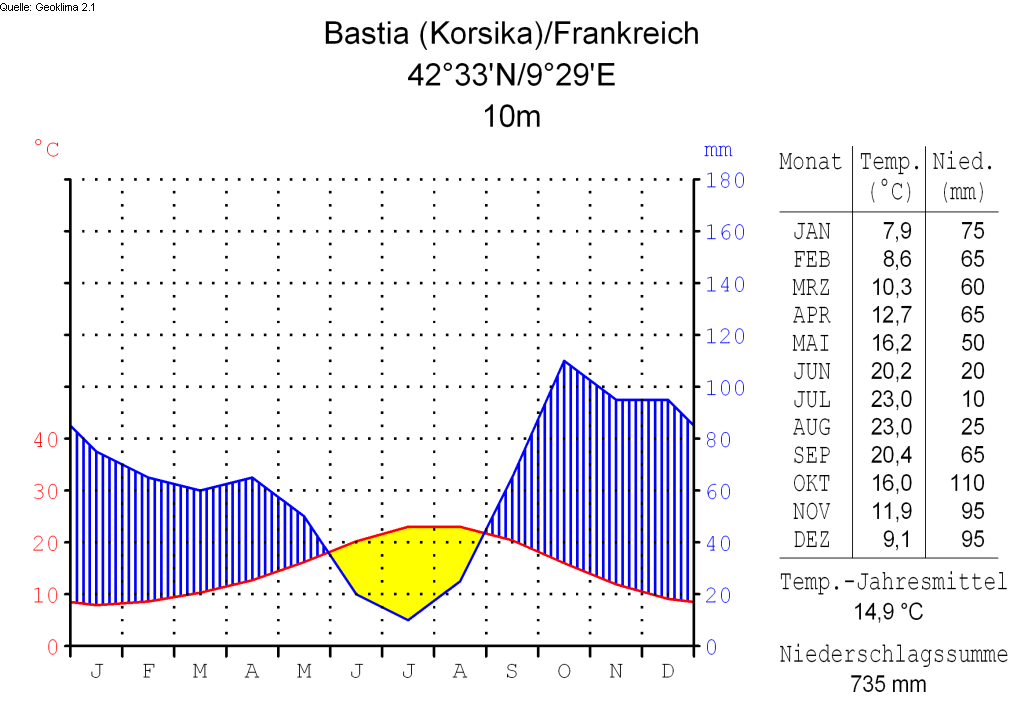
Klimadiagramm von Bastia

Bastia liegt am Fuße des Pigno-Massivs. Im Norden der Stadt beginnt das Cap Corse. Vom neuen Hafen (Nouveau Port) durch den Straßentunnel nach Süden gelangt man zu den südlichen Industriegebieten.

## Geschichte
Im 14. Jahrhundert baute die Republik Genua eine Befestigungsanlage. Vom italienischen Namen bastiglia leitet sich der Name Bastia ab. Eine Erwähnung Bastias findet sich im 16. Jahrhundert in der Beschreibung  Dialogo nominato Corsica von Monseigneur Agostino Giustinianis, Bischof von Nebbio. Zwischen dem 4. April und dem 19. Mai 1794 wurde Bastia belagert. Briten und Franzosen kämpften dabei um die Herrschaft über Korsika. An der Schlacht waren  Lacombe St Michel, Sir David Dundas, Abraham D'Aubant, Lord Hood und Horatio Nelson beteiligt. Der britisch-korsische Sieg führte zur Gründung des kurzlebigen Anglo-korsischen Königreiches (1794–1796). Während diesen zwei Jahren war Bastia auch für kurze Zeit Hauptstadt (neben Corte).

### Bevölkerungsentwicklung
| Jahr                       | 1962   | 1968   | 1975   | 1982   | 1990   | 1999   | 2006   | 2016   |
| Einwohner                  | 31.375 | 38.746 | 42.810 | 44.020 | 37.845 | 37.884 | 43.577 | 44.829 |
| Quellen: Cassini und INSEE |        |        |        |        |        |        |        |        |

## Sehenswürdigkeiten
Das touristische Zentrum der Stadt ist der alte Hafen (Port de Plaisance), der jetzt als Marina genutzt wird, sowie die palmenbestandene Place Saint-Nicolas, die von zahlreichen Restaurants und Cafés gesäumt wird.
An diesen schließt sich die Altstadt (Terra Vecchia) mit ihren engen Gassen an. Mitten in der Altstadt liegt die Place du Marché mit der Barockkirche Saint-Jean-Baptiste und dahinter das alte Rathaus. Weitere bekannte Gebäude sind unter anderem die Oper, die Kapelle Saint-Roche und die Zitadelle mit dem Gouverneurspalast.

## Wirtschaft und Verkehr
Das wirtschaftliche Herz der Stadt ist der Seehafen, in dem auch die vielen Autofähren anlegen. Es gibt Fährverbindungen nach Frankreich (Nizza, Toulon, Marseille) und Italien (Genua, Livorno, Piombino und Savona). Weiterhin wird der Hafen für die Warenverschiffung verwendet.
Der Hauptbahnhof der Stadt ist Ausgangspunkt der Bahnstrecke Bastia–Ajaccio, von der in Ponte-Leccia die Bahnstrecke Ponte-Leccia–Calvi abzweigt. Sowohl nach Ajaccio als auch nach Calvi bestehen durchgehende Zugverbindungen. Außerdem gibt es einen Vorortverkehr bis zum Bahnhof Casamozza (Streckenkilometer 21).
Der Flughafen Bastia liegt fast 20 Kilometer südlich.

## Sport
Bastia ist die Heimat des Fußballklubs SC Bastia, der im Stade Armand Cesari antritt. Seine größten Erfolge waren der dritte Platz in der Französischen Meisterschaft 1976/77, Pokalsieger 1981, Intertotopokalsieger 1997 und Finalist im UEFA-Pokal 1978.

## Städtepartnerschaften
- Erding, Deutschland
- Viareggio, Italien

## Persönlichkeiten
- Vincent Graf Benedetti (1817–1900), Diplomat
- Victor Bourret (1877–1949), Offizier
- Marie Reynoard (1897–1945), Lehrerin und Widerstandskämpferin gegen den Nationalsozialismus
- Jean Grimaldi (1898–1996), kanadischer Schauspieler, Sänger und Autor
- José Luccioni (1903–1978), Operntenor
- Henriette Puig-Roget (1910–1992), Organistin, Pianistin und Komponistin
- Jean-Pierre Aloïsi (1913–1971), katholischer Geistlicher, Widerstandskämpfer und Verfolgter des Nationalsozialismus
- Antoine Andrieux (1916–1983), Politiker
- Jean Costa (1924–2013), Organist
- Angelo Rinaldi (1940–2025), Journalist, Schriftsteller und Mitglied der Académie française
- Émile Zuccarelli (* 1940), korsischer Politiker (PRG, MR)
- Sauveur Gandolfi-Scheit (* 1947), Politiker
- Henry Padovani (* 1952), Gitarrist
- Gilles Simeoni (* 1967), Rechtsanwalt, Politiker und Mitglied der Partei Inseme per a Corsica
- Jean-Félix Acquaviva (* 1973), Politiker (Femu a Corsica)
- François Modesto (* 1978), Fußballspieler und -funktionär
- Louis Poggi (* 1984), Fußballspieler
- Chaouki Ben Saada (* 1984), tunesischer Fußballspieler
- Jean-Louis Leca (* 1985), Fußballspieler
- Adil Rami (* 1985), Fußballspieler
- Franck Matelli (* 1991), Automobilrennfahrer
- Clothilde de Bernardi (* 1994), Tennisspielerin
- Laurent Lokoli (* 1994), Tennisspieler
- Pierre-Louis Loubet (* 1997), Rallyefahrer